# Rotação (anatomia)

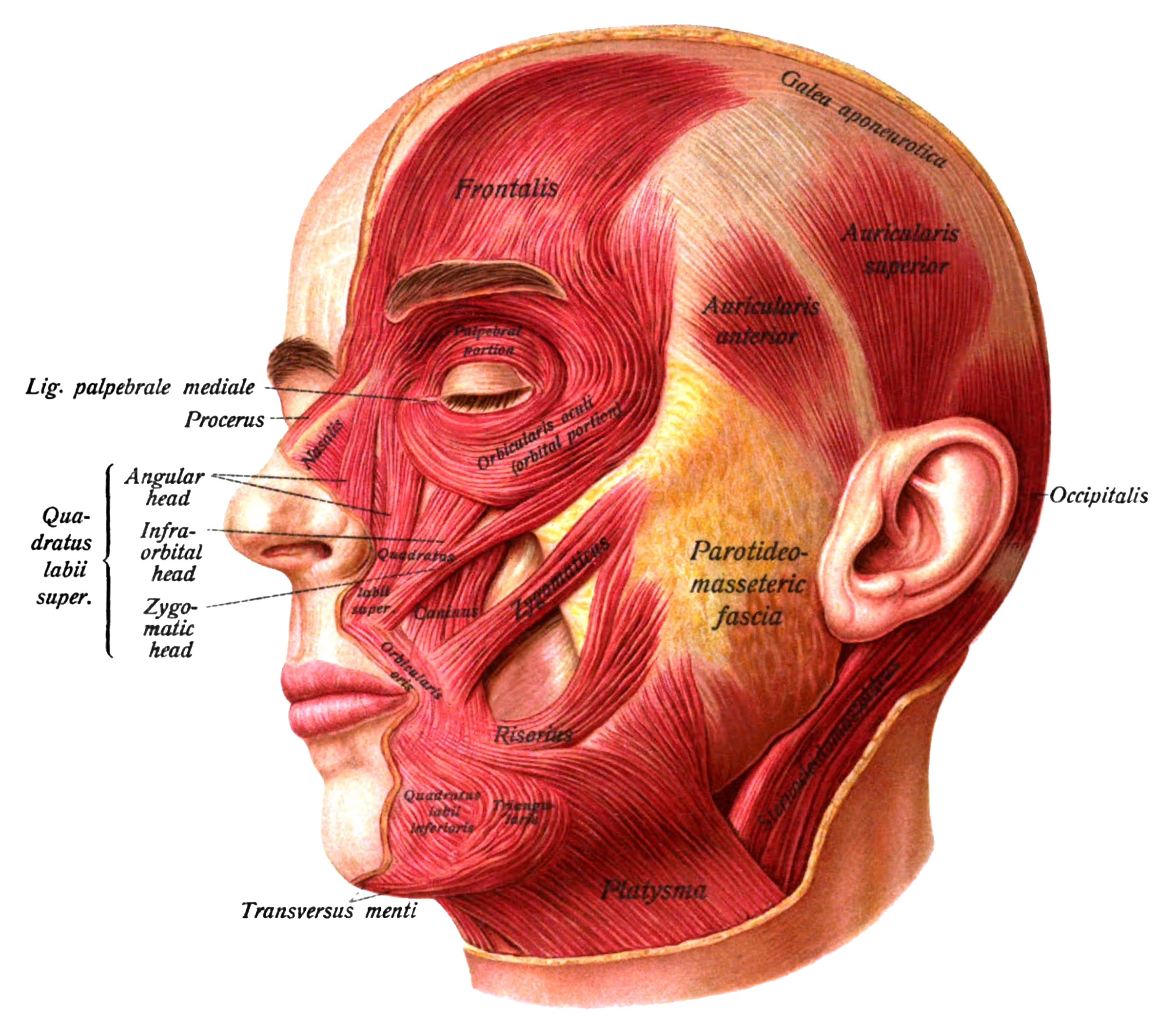
Pescoço rotacionado para a direita.

Em Anatomia, rotação é o giro de uma estrutura em torno do próprio eixo longitudinal.

## Classificação
Rotação é o termo de movimento que simboliza o giro ao redor do eixo longitudinal da estrutura movimentada. Além disso, há modalidades especiais de rotação. Quando a rotação provoca o direcionamento da face anterior da estrutura para o plano mediano, trata-se de uma rotação medial (ou interna). Em contrapartida, a movimentação da face anterior no sentido oposto configura uma rotação lateral (ou externa). O ombro, a coxa e a perna são exemplos de estruturas capazes de rodar medial e lateralmente. 
No entanto, estruturas transpassadas pelo plano mediano em suas linhas médias são, evidentemente, incapazes de se voltarem para ele ou se afastarem dele, por meio de rotação medial e lateral respectivamente, dado que o plano mediano coincide com seus eixos longitudinais. Assim, usamos apenas os termos "rotação para a direita" e "rotação para a esquerda". É o caso do pescoço, por exemplo.
Por fim, quando há referência ao antebraço, é recorrente substituir rotação medial por pronação e rotação lateral por supinação. São movimentos especiais, nos quais o antebraço não roda isoladamente, mas traciona a mão consigo.

## Etimologia
Rotação é um substantivo latino. A palavra original, em latim, fazia referência ao ato de mover uma roda; o que é coerente com o significado anatômico de rotação, pois a roda gira em torno de seu próprio eixo longitudinal.

## Exemplos
São exemplos de musculaturas rotadoras:
- Músculo oblíquo externo do abdome - colabora na rotação da coluna vertebral;[7]
- Músculo redondo maior, músculo peitoral maior e músculo latíssimo do dorso - promovem rotação medial do ombro;[4][8][9]
- Músculo redondo menor - participa da rotação lateral do ombro;[10]
- Músculo glúteo médio e músculo glúteo mínimo - rodam medialmente a coxa;[11]
- Músculo glúteo máximo - roda lateralmente a coxa;[12]
- Músculo esternocleidomastoideo - rotaciona o pescoço;[13]
- Músculo supinador - supina o antebraço, ou seja, o roda lateralmente;[14]
- Músculo pronador quadrado, músculo pronador redondo e músculo bíceps braquial - pronam o antebraço, isto é, o rodam medialmente.[15][16][17]